# Biltmore Records

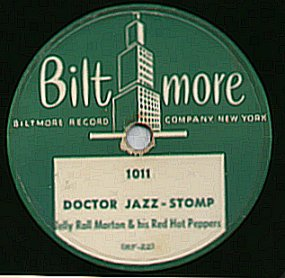
Plaat van Biltmore Records

Biltmore Records was een Amerikaans platenlabel, dat actief was in de jaren 1949-1951. Platen op dit label waren doorgaans platen van andere platenlabels die niet meer leverbaar waren. Ze werden geperst door RCA Victor. Toen RCA Victor ontdekte dat Biltmore zonder toestemming platen van Victor opnieuw uitbracht, werd het label voor de rechtbank gesleept, waarna het doek viel. Musici van wie platen opnieuw op Biltmore uitkwamen waren onder meer Glenn Miller, Benny Goodman, Original Dixieland Jazz Band, Duke Ellington, Bix Beiderbecke, Paul Whiteman en Jelly Roll Morton (zie foto).